# Graphania omoplaca
Graphania omoplaca är en fjärilsart som beskrevs av Edward Meyrick 1887. Graphania omoplaca ingår i släktet Graphania och familjen nattflyn. Inga underarter finns listade i Catalogue of Life.